# Rosemarie DeWitt
Rosemarie Margaret DeWitt (Nova Iorque, 26 de outubro de 1971) é uma atriz norte-americana.DeWitt interpretou Emily Lehman na série de televisão Standoff (2006-07), co-estrelando com seu futuro marido Ron Livingston e Charmaine Craine em United States of Tara . Ela também foi a personagem-título de O Casamento de Rachel , ganhando vários prêmios e indicações para melhor atriz coadjuvante. Ela estrelou o remake Poltergeist(2015). DeWitt realizado numerosos papeis  off Broadway,o mais notavelmente, ela estrelou John Patrick Shanley,na peça teatral Danny and the Deep Blue Sea .
DeWitt nasceu em Flushing, no bairro Queens ,em New York, filha de Rosemarie e Kenny DeWitt. Ela é neta do pugilista James J. Braddock, e desempenhou o papel da vizinha de seu avó Sara Wilson no filme Cinderella Man,que mostrava a vida de James J. Braddock. DeWitt viveu em Hanover Township , New Jersey e é graduada da Whippany Park High School .Ela se apresentou em várias produções do ensino médio.Ela se casou com o ator Ron Livingston , no dia 2 de novembro de 2009, em San Francisco.  Em maio de 2013, Rosemarie e marido Ron anunciaram que tinham adotado uma filha chamada Gracie James Livingston.

## Filmografia
| Ano  | Título                        | Papel          | Notas |
| ---- | ----------------------------- | -------------- | --- |
| 2004 | Fresh Cut Grass               | Actor          | |
| 2005 | The Great New Wonderful       | Debbie         | |
| 2005 | Cinderella Man                | Sara Wilson    | |
| 2005 | Buy It Now                    | Mom            | |
| 2006 | The Wedding Weekend           | Dana           | |
| 2006 | Doris                         | Doris          | |
| 2006 | Off the Black                 | Debra          | |
| 2007 | Purple Violets                | Hamptons fling | |
| 2008 | Afterschool                   | Teacher        | |
| 2008 | Rachel Getting Married        | Rachel         | Prêmios Santa Barbara International Film Festival de Melhor Atriz Coadjuvante Satellite Awards de Melhor Atriz Coadjuvante Toronto Film Critics Association Award de Melhor Atriz Coadjuvante Vancouver Film Critics Circle Award Washington D.C. Area Film Critics Association de Melhor Atriz Coadjuvante |
| 2009 | Tenure                        | Beth           | |
| 2009 | How I Got Lost                | Leslie         | |
| 2010 | The Company Men               | Maggie Walker  | |
| 2011 | A Little Bit of Heaven        | Renee Blair    | |
| 2011 | Your Sister's Sister          | Hannah         | Prêmios Gotham Independent Film Award de Melhor Atriz Coadjuvante Indicações Independent Spirit Awards de Melhor Atriz Coadjuvante |
| 2011 | Margaret                      | Mrs. Marretti  | |
| 2012 | The Odd Life of Timothy Green | Brenda Best    | |
| 2012 | Nobody Walks                  | Julie          | |
| 2012 | The Watch                     | Abby Trautwig  | |
| 2012 | Promised Land                 | Alice          | |
| 2013 | Touchy Feely                  | Abby           | |
| 2014 | Men, Women & Children         | Helen Truby    | |
| 2014 | Kill the Messenger            | Susan Webb     | |
| 2015 | Digging for Fire              | Lee            | |
| 2015 | Poltergeist                   | Amy Bowen      | |
| 2016 | La La Land                    |                | |
| 2017 | Sweet Virginia                | Bernadette     | |
| 2018 | Arizona                       | Cassie Fowler  | |
| 2018 | Song of Back and Neck         | Regan Stearns  | |
| 2018 | The Professor                 | Veronica       | |

| Ano       | Titul                             | Papel            | Notas                    |
| --------- | --------------------------------- | ---------------- | ------------------------ |
| 2001      | Law & Order: Special Victims Unit | Gloria Palmera   | 1 episódio               |
| 2003      | Sex and the City                  | Fern             | 1 episódio               |
| 2005      | The Commuters                     | Trisha           |                          |
| 2005      | Rescue Me                         | Heather          | 2 episódios              |
| 2006      | Love Monkey                       | Abby Powell      | 1 episódio               |
| 2006-2007 | Standoff                          | Emily Lehman     | 18 episódios             |
| 2007-2010 | Mad Men                           | Midge Daniels    | 7 episódios              |
| 2009      | Wainy Days                        | June             | 1 episódio               |
| 2009-2011 | United States of Tara             | Charmaine Craine | 36 episódios             |
| 2014      | Olive Kitteridge                  | Rachel Coulson   | 2 episódios              |
| 2016–17   | The Last Tycoon                   | Rose Brady       | 9 episódios              |
| 2017      | Black Mirror                      | Marie            | Episódio 2 - Temporada 4 |
| 2020      | Little Fires Everywhere           | Linda McCullough | Papel principal          |